# Dr. Wong's Virtual Hell
Dr. Wong's Virtual Hell è un film del 1999 diretto da Jesús Franco (come Jess Franco).
Film girato in video digitale e distribuito direttamente in formato DVD.
Franco torna a vestire i panni del Dr. Wong, il criminale cinese che aveva già interpretato nel 1983 in La sombra del judoka contra el Dr. Wong. Il personaggio, inventato dal regista spagnolo, è una sorta di Fu Manchu dei poveri, che in Dr. Wong's Virtual Hell appare anche vecchio, depresso e aterosclerotico, al punto da non riuscire a ricordare la storica frase di commiato di Fu Manchu: "Il mondo sentirà parlare ancora di me!".
Lina Romay interpreta sia il ruolo della figlia di Wong, sia quello dell'antagonista dello scienziato, Nelly Smith, il cui nome è la storpiatura di Nayland Smith, cognome dell'agente britannico storico avversario di Fu Manchu dalla parte della legge.

## Colonna sonora
- Dr. Wong's Hell, composta da Jess Franco, eseguita da Shawen
- Mr. Nobody Blues, composta da Jess Franco, eseguita da Shawen
- My Fly, composta ed eseguita da Shawen
- Pianosideral - Monologues for Vina and Cithara, composta ed eseguita da Daniel J. White

## Edizioni DVD
È uscito nel 2002 in Spagna edito da Vellavision, con il titolo El infierno virtual del dr. Wong, il doppiaggio originale inglese e un nuovo doppiaggio spagnolo, nonché sottotitolato nelle due lingue, e nel 2006 negli Stati Uniti, tra gli extra del DVD di Snakewoman pubblicato da Sub Rosa Studios, solo con la traccia inglese.